# Mowag Eagle
Der Mowag Eagle ist ein leichtes geschütztes militärisches Einsatzfahrzeug. Es wird in der General Dynamics European Land Systems-Mowag in Kreuzlingen im Schweizer Kanton Thurgau und in der General Dynamics European Land Systems – Germany in Kaiserslautern hergestellt.

## Entwicklung
Um ein leicht gepanzertes Aufklärungsfahrzeug zu entwickeln, griff Mowag 1990 auf das Fahrgestell des US-amerikanischen HMMWV zurück. Nachdem die Anforderungen an Minenschutz, Innenraum und Waffenturm stiegen, reichte das Fahrgestell des Humvees nicht mehr aus, da dessen Zuladung bereits ausgereizt war. So wurde 2003 das Fahrgestell des leichten Lastwagens Bucher (heute General Dynamics Europe) Duro angepasst.

## Varianten
Eagle I
Als Basis für die Typen Eagle I, II und III dient das US-amerikanische HMMWV-Fahrgestell, das eine Nutzlast von einer Tonne trägt. Der Eagle verfügt über eine Verbundpanzerung zum Splitterschutz und einen von Mowag konstruierten, von Hand zu schwenkenden Turm mit Stahlpanzerung. Im Turm befinden sich das Wärmebildgerät und ein Periskop, das mit dem außen lafettierten Mg 51/71 gekoppelt ist. Auf der Hinterseite des Turmes ist eine Nebelmittelwurfanlage angebracht.
Eagle II
Die bei der Schweizer Armee als Aufklärungsfahrzeug 93/97 benannte Variante ist auf einem neuen Fahrwerk mit einer Nutzlast von 1500 kg (Gesamtgewicht von 5,5 t) aufgebaut.
Eagle III

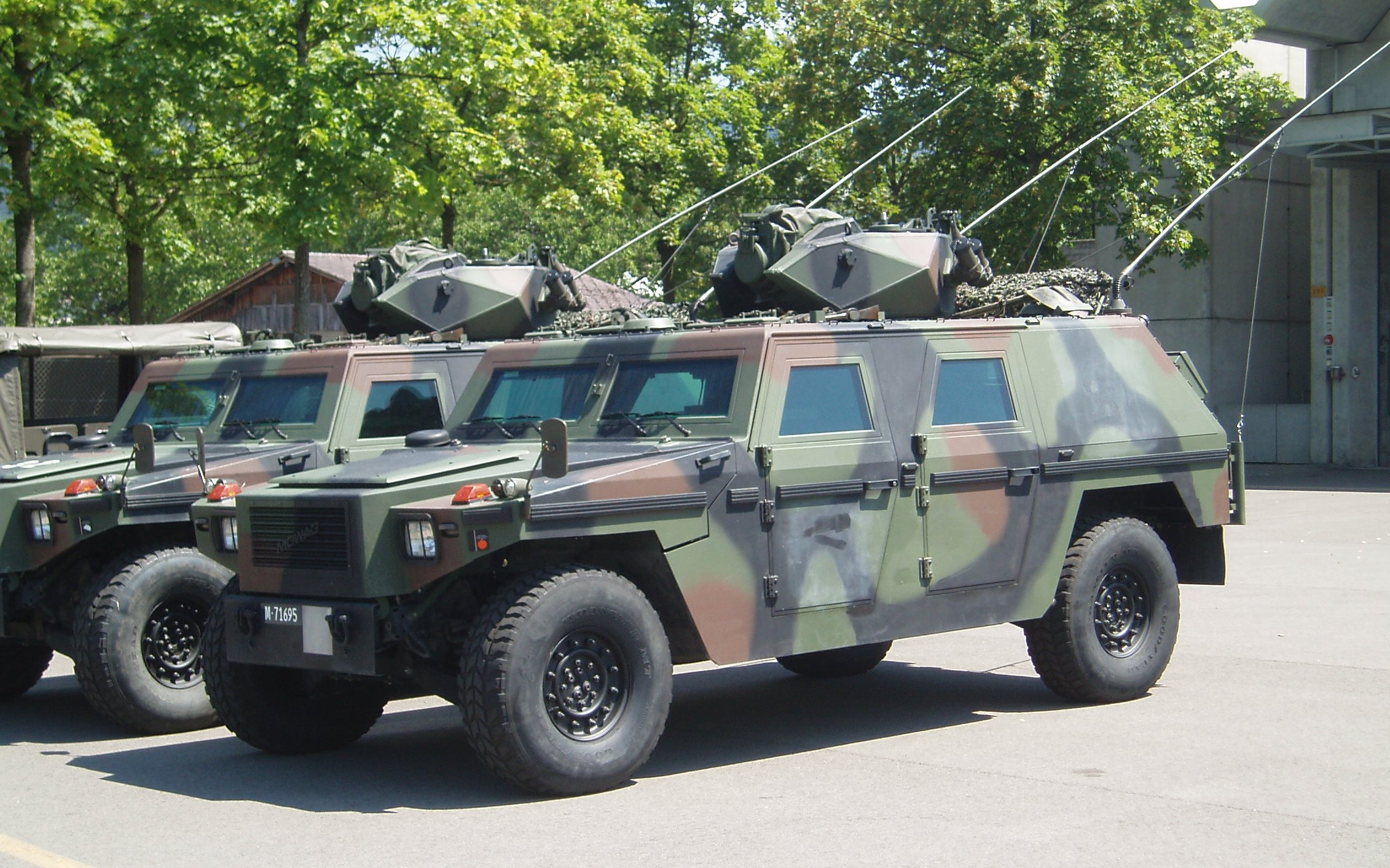
Mowag Eagle III

Der Eagle III ist eine leicht verbesserte Variante des Eagle I/II. Er verfügt über beschusshemmende Fenster und eine Klimaanlage mit ABC-Überdrucksystem. Die Kabine ist mit Panzerstahl und Kompositpanzerung geschützt. Ein zusätzlicher Minenschutz ist am Boden anzubringen. Das elektro-optische Zielsystem ist mit einem Navigationssystem gekoppelt. Der Eagle III bietet Platz für vier Personen.
Eagle IV 4×4
Der Eagle IV basiert auf dem LKW Mowag Duro, da das HMMWV-Fahrgestell für das Gewicht von fast neun Tonnen der erweiterten Panzerung nicht mehr ausreichte. Er bietet – je nach Kabinenaufbau – Platz für bis zu sechs Personen und eine kleine Ladefläche sowie Schutz gegen Minen, ballistische Geschosse (Handwaffen) und Sprengsätze. Der Motor ist ein Dieseltriebwerk mit Turboaufladung, permanentem Allradantrieb mit Automatikgetriebe und kann Neigungen bis zu 60 % bewältigen. Der Fahrzeugführer wird über eine elektronische und optische Anzeige mit aktuellen Fahrzeugdaten und Kamerabildern versorgt; außerdem besitzt der Wagen ein Luftregulierungssystem für die Reifen sowie eine Nebelmittelwurfanlage.
Eagle IV 6×6
Der Eagle IV 6×6 entspricht grundsätzlich dem Eagle IV 4×4, basiert jedoch auf der 6×6 Version des LKW Mowag Duro. Der Eagle IV 6×6 wird als geschützter Truppentransporter und als Ambulanzfahrzeug angeboten. Es wurden einige Prototypen gebaut, aber bis jetzt ist es noch zu keiner Bestellung gekommen. Momentan verwendet die Schweizer Armee einen Mowag Eagle IV 6×6 mit der Autonummer M21763 für Versuche mit dem «Taktischen Aufklärungssystem» (TASYS).
Eagle V 4×4
Beim Eagle V wurde der Schutz gegen Minen und improvisierte Sprengfallen weiter verstärkt. Die um eine Tonne erhöhte Zuladung trieb das Fahrzeuggewicht auf zehn Tonnen. Ein wesentlicher Teil (85 %) der Fahrzeugkomponenten sind identisch zum Vorgänger. Auch die äußeren Abmessungen blieben nahezu gleich. Im Innenraum verfügt das neue Modell mit 6 m3 über deutlich mehr Platz.
Eagle V 6×6

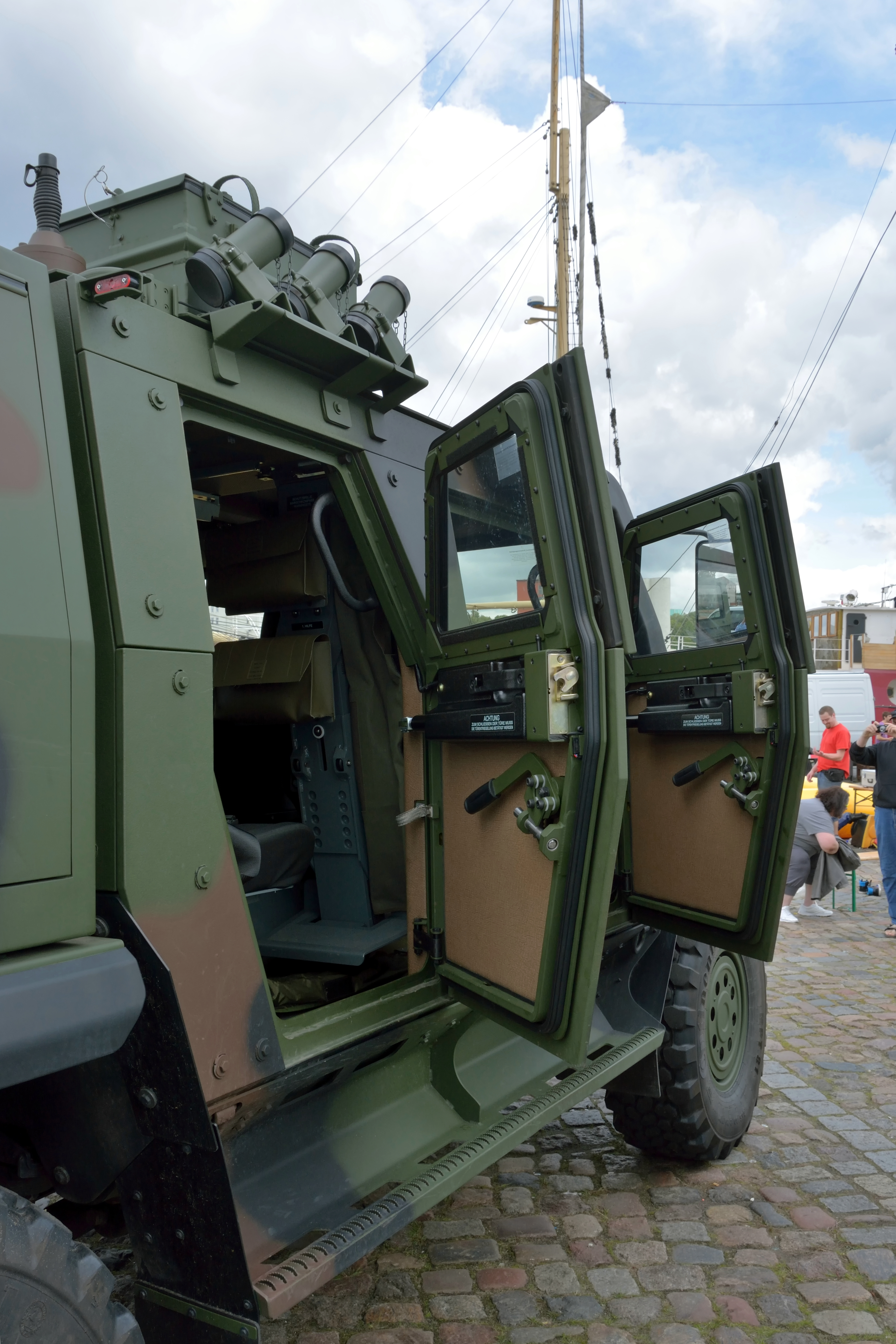
Seitenpanzerung des Eagle V

Der Eagle V 6×6 entspricht grundsätzlich dem 4×4. Die die ergänzte dritte Achse ist nicht nur angetrieben, sondern auch pneumatisch gelenkt. Dies ermöglicht eine Kurve von 180 Grad in einem Außendurchmesser von 15 m, wodurch er agiler ist als sein gepanzerter Bruder ähnlicher Größe dem Movag GMTF oder EAGLE IV 6×6, welche auf dem Duro Fahrwerk basieren. Neben dem Aufbau TaSys, welchen die Schweizer Armee einführt gibt es weitere Einsatzmöglichkeiten und Varianten, als Führungsunterstützungsfahrzeug, aber auch z. B. mit Mörserbewaffnung.

## Bewaffnung
Der Eagle I ist optional mit einem Panzerturm oder der fernbedienbaren Waffenstation Protector M151 erhältlich. Die Waffenstation ist zur Aufnahme eines Leichten Maschinengewehrs (LMG 5,56 oder 7,62 mm) oder auch eines Schweren Maschinengewehrs (SMG 12,7 mm) ausgelegt. Die Waffenstation verfügt zudem über bis zu 16 Nebelwerferbecher. Diese Waffenstation muss manuell/mechanisch bedient werden und ist nicht automatisch stabilisiert. Der Schweizer Waffenturm von Mowag (Beobachterkuppel MBK 2) ist mit einem Maschinengewehr Mg 51/71 (7,5 mm) und sechs Nebelwerfbechern ausgerüstet. Die für den Eagle IV verfügbare Waffenstation KMW FLW100/200 ist automatisch stabilisiert und für LMGs ausgelegt. Ausserdem ist auch die Montage einer MG Station der Krongsberg-Reihe möglich. Der dänische Eagle IV ist mit der Lemur Overhead Weapon Station (OHW) ausgerüstet.

## Sensorik
Während der Eagle I über ein Wärmebildgerät (WBG oder FLIR) verfügt, ist im Eagle IV das WBG mit einer TV-Kamera gekoppelt und im Waffenführungssystem der Krauss-Maffei Wegmann FLW (Fernbedienbare Leichte Waffenstation) 100/200 integriert. Weiter sind Störsender gegen Mobilfunktelefone und Funkzünder verfügbar.

## Schutzausrüstung
Ab dem Eagle IV ist der Fahrzeugboden schalenartig verkleidet, damit Insassen bei Treffern nicht von nach innen abplatzendem Material verletzt werden. Um die Wucht einer Sprengung abzumildern sind die Minenschutzsitze nicht direkt mit dem Fahrgestell verbunden, sondern an der Schutzzelle montiert. Ein ähnliches System ist im Konkurrenzprodukt Iveco LMV verbaut. Die Windschutzscheibe und die Seitenscheiben in den Türen sind
aus dickem Panzerglas gefertigt. Die Türen werden mit einer Minenschutzverriegelung gesichert.

## Nutzer

### Dänisches Heer
Für die dänische Armee wurden erstmals 1994 36 Eagle I bestellt. Die Spejdervogn M/95 bezeichneten Fahrzeuge wurden bis 1997 ausgeliefert und für Einsätze der KFOR eingesetzt. Im Jahr 2005 folgte eine Bestellung über 85 Eagle IV. Im Jahr 2017 schloss die dänische Beschaffungsbehörde Defence Acquisition and Logistics Organisation (DALO) mit General Dynamics European Landsystems (GDELS) wiederum einen Rahmenvertrag über die Lieferung von geschützten Mehrzweckfahrzeugen Eagle V in fünf Varianten (Patrouille, Aufklärung, offen und geschlossen, elektronischer Kampf, Logistik) ab. Die Laufzeit des Vertrages beträgt sieben Jahre; und der erste Abruf umfasste 36 Patrouillenfahrzeuge, die 2018 und 2019 geliefert wurden. Im Jahr 2020 folgte hieraus eine Bestellung über weitere 56 Patrouillenfahrzeuge und den Prototyp eines offenen Aufklärungsfahrzeugs, die in den Jahren 2021 und 2022 ausgeliefert werden sollen.
- 36 × Eagle I
- 85 × Eagle IV
- 36 × Eagle V (57 weitere bestellt)

### Deutsche Bundespolizei
Für Einsätze in Afghanistan hat die Bundespolizei 2011 zehn Eagle IV beschafft. Diese waren bis 2014 in Afghanistan im Einsatz und wurden im Jahr 2015 nach Deutschland zurückgeführt, um moderne gepanzerte Fahrzeuge zur Verfügung zu haben. Die Fahrzeuge wurden überarbeitet, unter anderem erhielten sie eine neue Lackierung, Funk und eine Sondersignalanlage, außerdem werden sie bis Mitte 2019 mit einem MG5A1 von Heckler & Koch auf der Waffenstation FLW 100 ausgerüstet. Seit dem Sommer 2017 ersetzen sie die Sonderwagen 4 auf einigen Flughäfen, so sind je drei Fahrzeuge am Münchener Flughafen, am Frankfurter Flughafen und am Flughafen Berlin Brandenburg (BER) sowie ein Fahrzeug am Stuttgarter Flughafen stationiert. Die Bundespolizei plant jede der ca. 80 Bundespolizeiinspektionen mit jeweils einem gepanzerten Fahrzeug auszustatten.
- 10 × Eagle IV

### Deutsche Bundeswehr

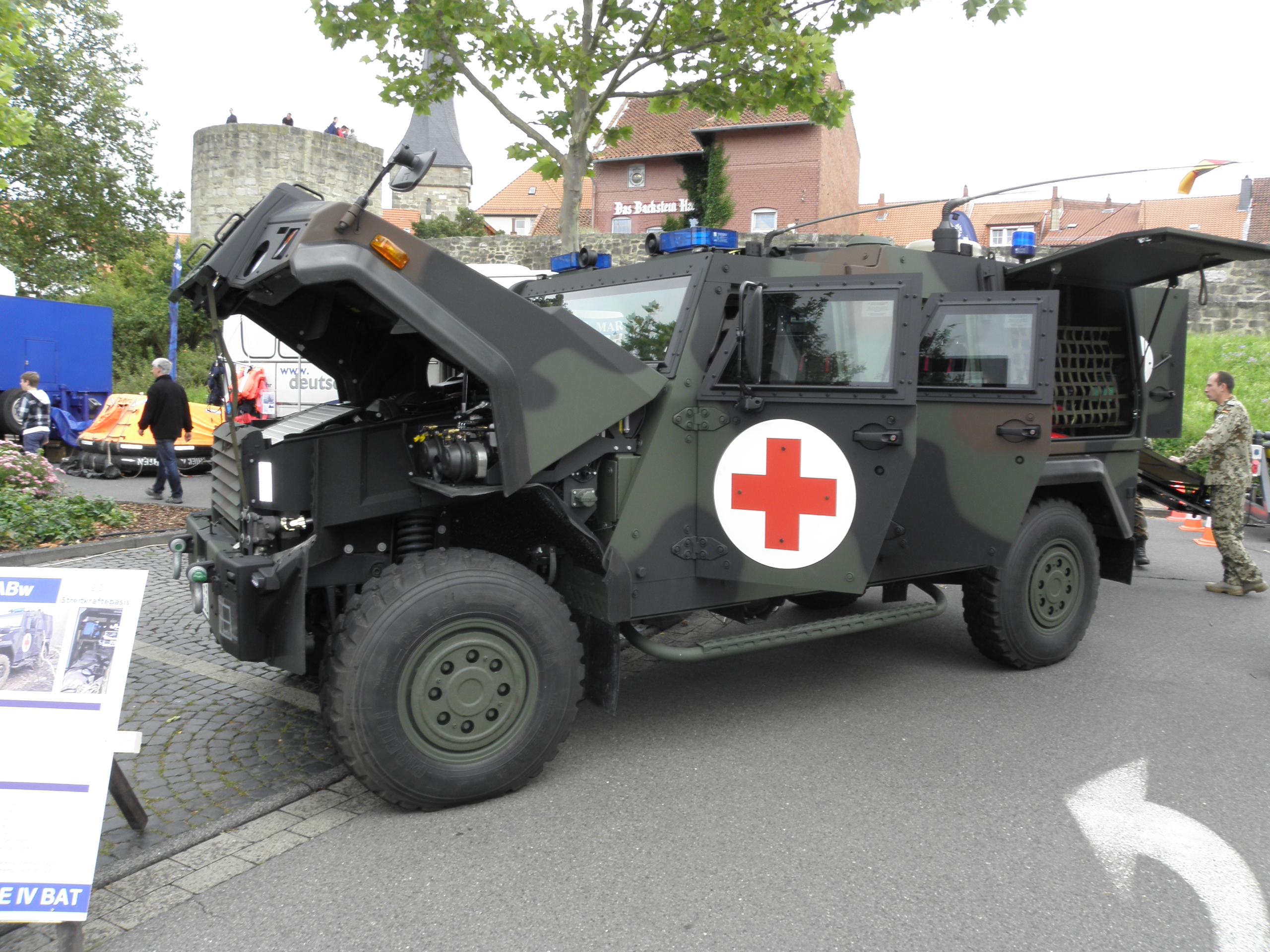
Mowag Eagle IV BAT (Beweglicher Arzttrupp) der Bundeswehr

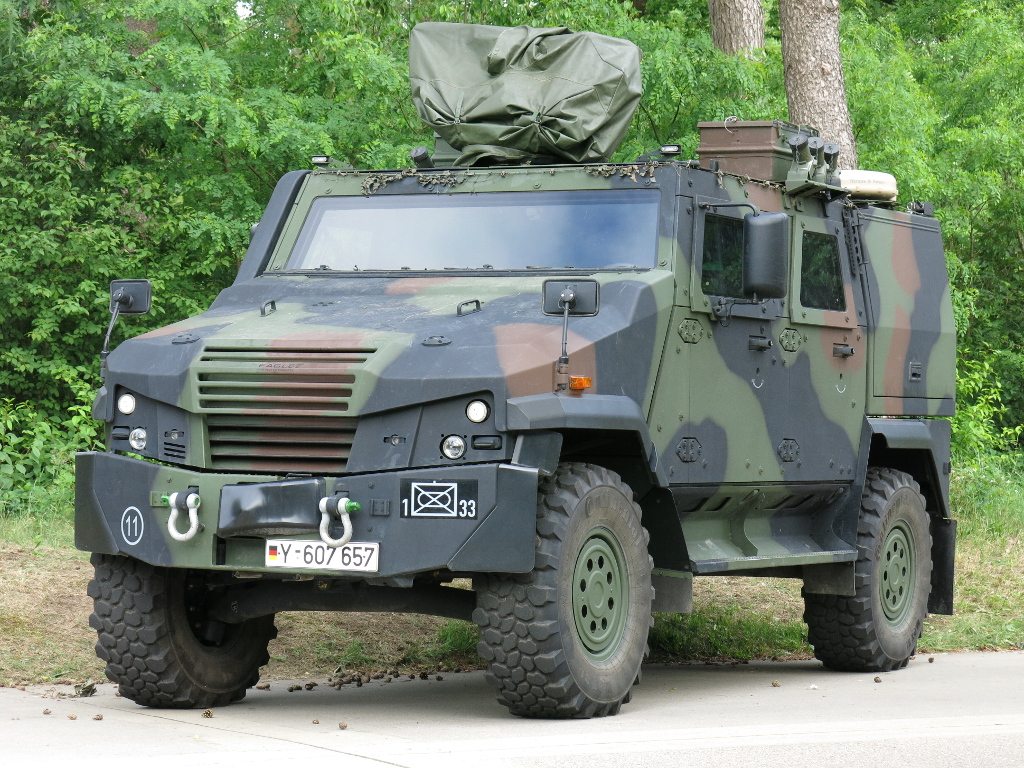
Mowag Eagle V des Panzergrenadierbataillons 33 der Bundeswehr

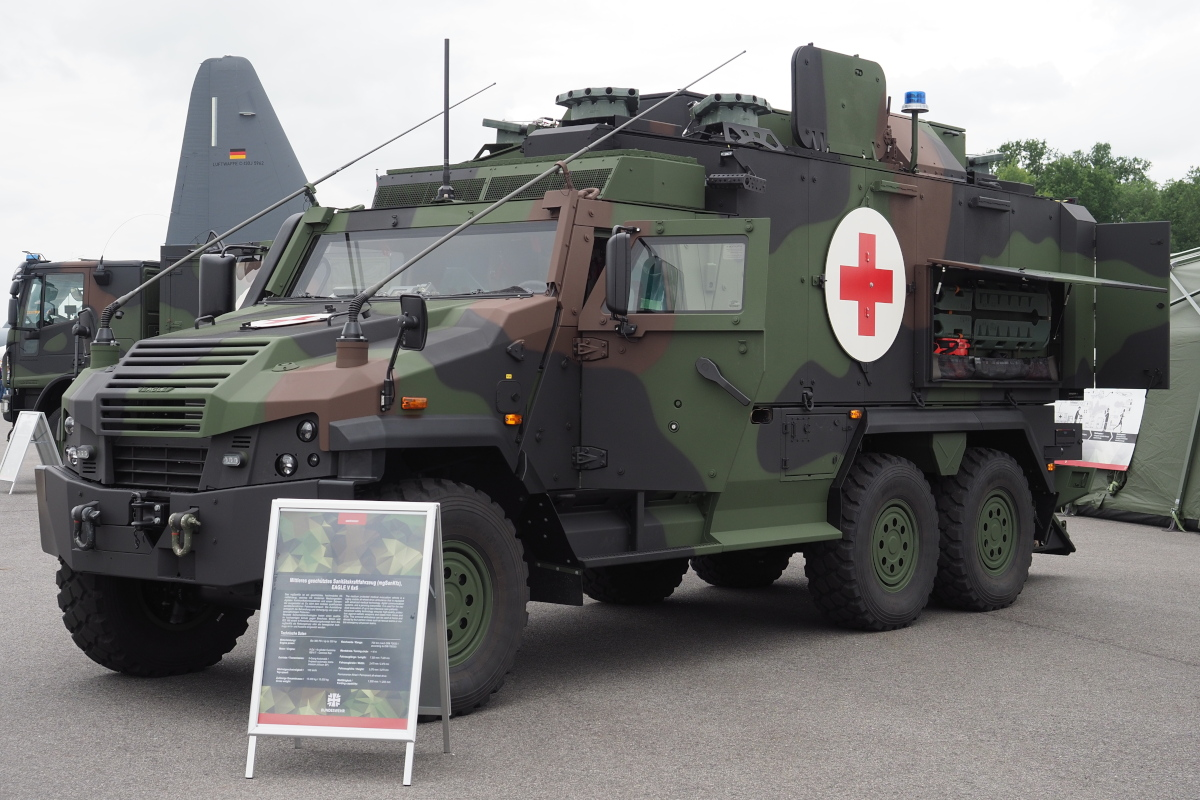
Eagle V 6×6 als mittleres geschütztes Sanitäts-Kraftfahrzeug

Im Dezember 2007 wurde bekannt gegeben, dass auch die Bundeswehr den Eagle IV im Rahmen des Beschaffungsprojektes Geschützte Führungs- und Funktionsfahrzeuge (GFF), Klasse 2 in einer Stückzahl von voraussichtlich 486 Fahrzeugen einführt. Er füllt die Lücke zwischen dem kleineren ESK Mungo und dem größeren Dingo 2.
Die Fertigung der Eagle IV für die Bundeswehr erfolgt nicht ausschließlich bei Mowag, sondern teilweise auch bei der in Kaiserslautern ansässigen General Dynamics European Land Systems - Germany.
Im Juli 2008 bestellte die Bundeswehr 25 Eagle IV (aus einem ersten Los über 198), mit der Option auf weitere 474 Fahrzeuge. Die Auslieferung begann im November 2008.
Am 5. November 2008 genehmigte der Haushaltsausschuss die Beschaffung des gesamten ersten Loses von 198 Fahrzeugen im Wert von 105,7 Mio. Euro. Die Vormontage erfolgt in der Schweiz, die Endmontage in Kaiserslautern. Die ersten drei Fahrzeuge (von 70 für das Jahr 2009 geplanten) wurden am 13. Mai 2009 per Lufttransport nach Afghanistan (ISAF) verlegt, um dort als Aufklärungs- und Führungsfahrzeuge eingesetzt zu werden. Im März 2010 unterzeichneten General Dynamics European Land Systems (GDELS) und das Bundesamt für Wehrtechnik und Beschaffung (BWB) einen weiteren Auftrag über 20 Fahrzeuge in der Ausführung als Beweglicher Arzttrupp (BAT).
Laut „Financial Times Deutschland“ bestellte die Bundeswehr im April 2010 im Eilverfahren 60 gepanzerte Fahrzeuge. Die Kosten für die 60 Eagle IV und zusätzliche Spezialausrüstung wie Waffenstationen, Störsender, Funktechnik und beheizbare Seitenspiegel würden sich auf 61,5 Millionen Euro belaufen.
Am 20. Dezember 2010 bestellte das BWB erneut ein Los von 195 Fahrzeugen. Die Montage erfolgte bei GDELS-Mowag und GDELS-Germany unter Einbeziehung weiterer deutscher Unternehmen. Der Vertragswert dieser Lieferung belief sich auf 125 Millionen Euro. Am 6. April 2011 unterzeichneten das BWB und GDELS einen Vertrag über die Lieferung weiterer 22 Fahrzeuge in der Variante als BAT. Hierdurch erhöht sich die Anzahl der bisher bestellten Eagle IV auf 495 Stück. Im Juni 2013 folgt eine weitere Bestellung über 100 Eagle V als Führungsfahrzeuge mit einer Option auf weitere 76 Fahrzeuge. Das Bundesamt für Ausrüstung, Informationstechnik und Nutzung der Bundeswehr (BAAINBw) bestätigte diese Option im Februar 2014. Die Auslieferung der insgesamt 176 Eagle V wurde bis Ende 2015 abgeschlossen.
Im April 2020 bestellte das Bundesamt für Ausrüstung, Informationstechnik und Nutzung der Bundeswehr (BAAINBw) weitere 80 Eagle 6×6-Fahrzeuge für den Zentralen Sanitätsdienst der Bundeswehr bei General Dynamics European Land Systems (GDELS). Die Lieferung der Fahrzeuge soll zwischen 2021 und 2024 stattfinden, das Auftragsvolumen liegt bei 148 Millionen Euro. Der Eagle 6×6 wurde im Rahmen des Beschaffungsvorhabens „Mittleres geschütztes Ambulanzfahrzeug“ ausgewählt. Ziel des Vorhabens ist es, die Lücke zwischen der leichten (Eagle IV (BAT)) und schweren Sanitätsfahrzeugflotte (GTK Boxer) der Bundeswehr zu schließen. In seiner 6×6-Konfiguration ist der Eagle ein gegen Minen und improvisierte Sprengsätze geschütztes dreiachsiges Fahrzeug in der Gewichtsklasse bis 15 Tonnen. Das bei dieser Variante größere geschützte Nutzvolumen von bis zu 14,5 m³ und die Innenhöhe von bis zu 1,8 m bieten dabei ausreichend Platz für die benötigten Sanitätseinrichtungen sowie eine ergonomische rettungsmedizinische Patientenbetreuung. Der Eagle 6×6 basiert auf dem Eagle IV/V 4×4, wodurch sich eine hohe logistische Gleichheit mit den bereits in der Bundeswehr vorhandenen Fahrzeugen ergibt. Deutschland ist nach der Schweizer Armee der zweite Kunde für diese neue Eagle-Variante. Die Übergabe des ersten Fahrzeugs erfolgte erst am 4. Juli 2025.
Insgesamt hat die Bundeswehr bis Ende 2020 somit folgende Fahrzeuge des Mowag Eagle beschafft bzw. bestellt:
- 495 × Eagle IV
- 176 × Eagle V (80 weitere Eagle V 6×6 bestellt)

### Kantonspolizei Zürich

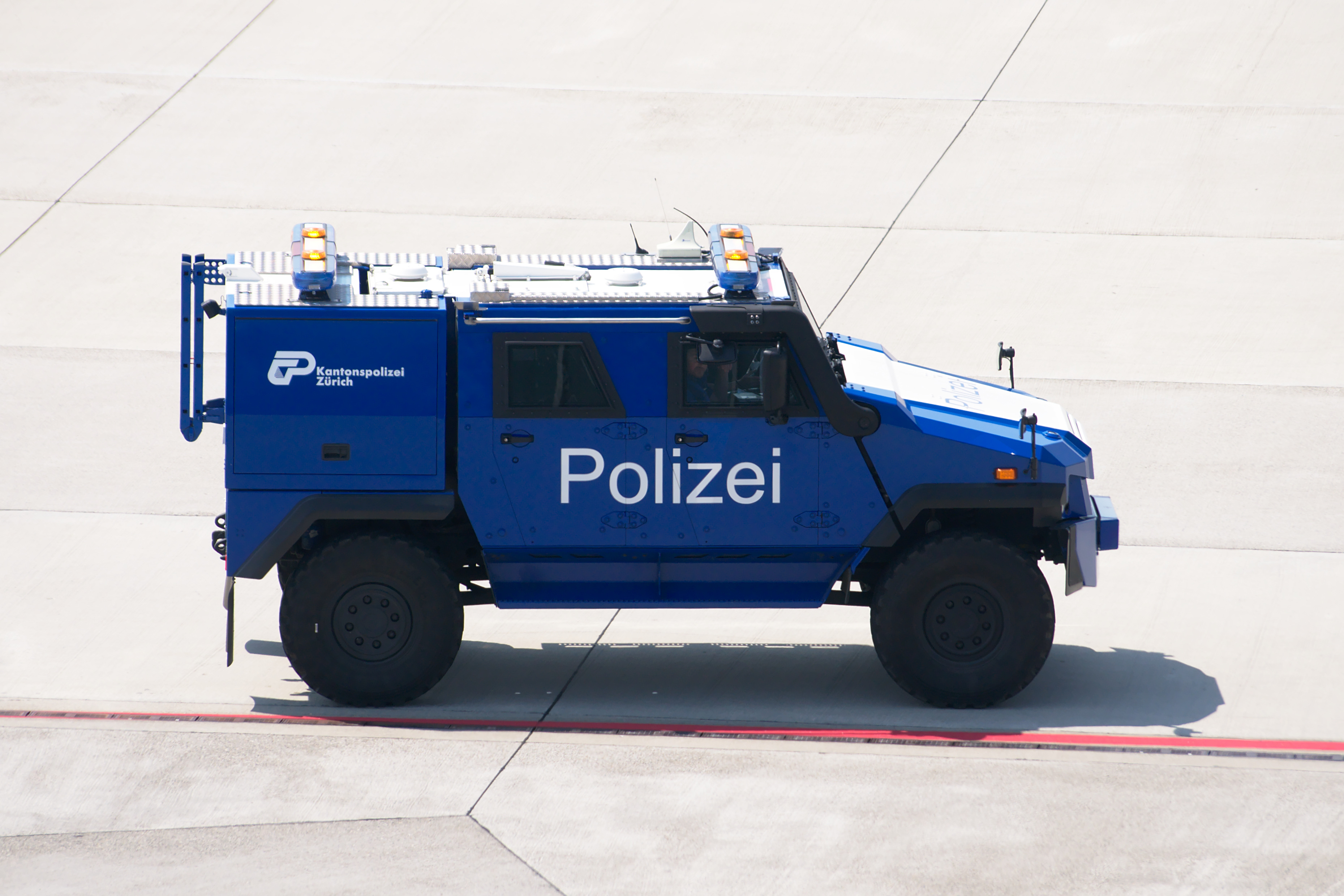
Eagle IV der Kantonspolizei Zürich

Die Kantonspolizei Zürich verfügt seit dem Jahr 2011 über einen Eagle IV, der vom Flughafen Zürich zur Verfügung gestellt wird. Dieser ersetzte einen Mowag Piranha 6×6.
- 1 × Eagle IV

### Schweizer Armee
Der Eagle wird in der Schweizer Armee in mehreren Varianten verwendet. So wurde der Eagle I 1993 für das „Aufklärungsfahrzeug 93“ verwendet. Die ab 1997 beschaffte zweite Tranche von 175 „Aufklärungsfahrzeug 93/97“ wurde hingegen schon auf dem neueren Eagle II aufgebaut. Zudem bestellte man im Jahr 2000 120 Fahrzeuge in der Variante des „Schiesskommandantenfahrzeuges 93“, das auf dem Eagle III basiert, bei welchem im Turm das Maschinengewehr weggelassen wurde und neuere Funk- und Überwachungssysteme eingebaut wurden. Seit 2012 werden 4 Eagle V in einer EOR-Variante eingesetzt, welche hauptsächlich für das KFOR-Kontingent beschafft wurden.
Im Jahr 2019 wiederum bestellte die Schweizer Beschaffungsbehörde armasuisse bei General Dynamics European Landsystems-Mowag (GDELS) weitere 100 Eagle V als Träger für das taktische Aufklärungssystem TaSys. Die Produktion beginnt 2020. Die Einführung in die Truppe ist im Zeitraum ab Mitte 2023 bis Ende 2025 vorgesehen.
- 154 × Eagle I
- 175 × Eagle II
- 120 × Eagle III
- 4 × Eagle V (Variante EOR)
- 100 × Eagle V (bestellt; Träger für TaSys, teils geliefert)

### Armee Luxemburgs
Luxemburg bestellte im September 2022 insgesamt 80 Eagle V, die bereits ab Ende 2024 ausgeliefert werden sollen und die Fahrzeuge HMMWV und Dingo 2 ablösen. Das Gesamtvolumen des Vertrags soll sich auf 367 Millionen Euro belaufen.
Damit entschied sich Luxemburg gegen die Beschaffung des Véhicule blindé multi-rôles Griffon. Ziel dieser Planung aus dem Jahr 2021 war, neben der einheitlichen Ausstattung auf Kompanieebene, auch eine engere Anlehnung an das Belgische Heer als privilegierter Partner.

### UNO
Die Vereinten Nationen hatten ebenfalls eine kleine Anzahl von Eagle I für Einsätze in Krisengebieten angeschafft und eingesetzt.

### Ukraine
Im März 2023 wurden Fahrzeuge der Variante Eagle I in der Ostukraine gesehen. Dabei handelt es sich nicht um offiziell genehmigte Schweizer Militärhilfen an die Ukraine. Es wird gegenwärtig vermutet, dass die Fahrzeuge durch einen deutschen Händler, der ausgemusterte ehemalige dänische Exemplare auf- und weiterverkauft hat, in die Ukraine gelangten.

## Einsatzerfahrungen

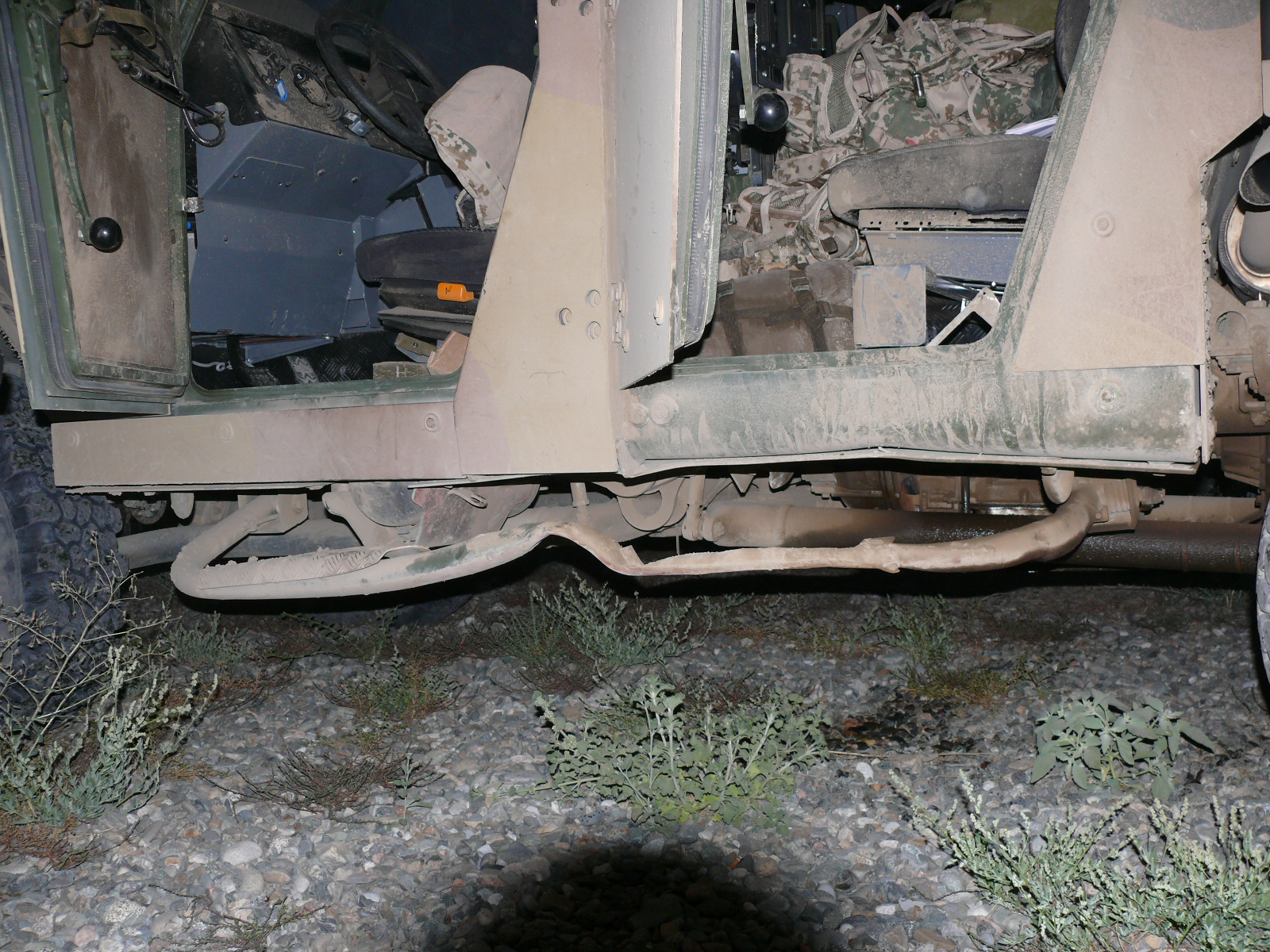
Beschädigter Eagle IV am 9. Juli 2009

### Afghanistan
Am 9. Juli 2009 wurde eine Bundeswehr-Patrouille des Regionalen Wiederaufbauteams (PRT) in Faizabad (Afghanistan) im Distrikt Keshem mit einer Sprengfalle (Improvised Explosive Device/IED) angegriffen. Aufgrund der geringen Ladung und des Ortes der Detonation unter dem einzigen nicht besetzten Sitz blieb die dreiköpfige Besatzung weitestgehend unverletzt, jedoch war das Fahrzeug nicht mehr fahrbereit und musste durch ein anderes Fahrzeug der Patrouille abgeschleppt werden. Bereits dabei stellte sich heraus, dass die Minenverriegelung unzureichend war. Beide Türen links sowie die Dachluke wurden aufgerissen. Alle Ausrüstungsgegenstände und Fahrzeugzubehör des unbesetzten linken hinteren Platzes wurden bis zu fünf Meter aus dem Fahrzeug geschleudert.
Am 15. April 2010 starben drei Bundeswehrsoldaten, als sie in einem Eagle IV in der Nähe des Ortes Baghlan als Begleiter der afghanischen Nationalarmee unterwegs waren. Sie wurden in der gleichnamigen nordafghanischen Provinz durch eine von Taliban herbeigeführte massive Explosion getötet. Der Eagle wurde durch die IED auseinandergerissen und komplett zerstört.

### Ukraine
Der Mowag Eagle wird von der Ukraine im Russisch-Ukrainischen Krieg eingesetzt. Laut dem Oryx-Blog ging mit Stand November 2024 ein Fahrzeug verloren.

## Technische Daten
Eagle 4×4
- Gesamtgewicht: 6700 kg
- Gesamtlänge: 5,40 m
- Gesamtbreite: 2,30 m
- Bodenfreiheit: 0,4 m
- senkrechte Kletterfähigkeit: 0,5 m
- Wattiefe: 0,76 m
- max. Geschwindigkeit: 100 km/h
- max. Steigung: 60 %
- Typ: 6,5 l TDI
- Anzahl Zylinder: V 8
- Leistung (bei 3000/min): 136 kW (185 PS / 160 PS Eagle I)

Eagle IV
- Leergewicht des Grundfahrzeugs: 6700 kg
- zulässiges Gesamtgewicht: 8800 kg
- Gesamtlänge: 5,40 m
- Gesamtbreite: 2,30 m
- Gesamthöhe: 2,30 m
- Wattiefe: 0,50 m (1,00 m bei langsamer Fahrt)
- max. Geschwindigkeit: 100 km/h
- max. Steigung: 60 %
- Panzerung: Schützt vor Handwaffen, Granatsplittern und bestimmten Minen
- Motor: 6-Zylinder-Common-Rail-Turbodiesel Cummins, Model ISBe, 5900 cm³, Wasserkühlung.
- Leistung: (bei 2300/min): 184 kW (250 PS)
- Getriebe: 5-Stufen-Automatik Allison Transmission 2500SP
- Tankinhalt: 180 Liter
- Reichweite: 700 km
- Besatzung: 2, 4, 5 oder 6 je nach Konfiguration
- Sonstiges: Der Wagen ist weitgehend computergesteuert, beispielsweise mit vollautomatischer Differentialsperre, was für den Fahrer ein Minimum an Bedienungsaufwand bedeutet. Selbst eine Zentralverriegelung ist vorhanden.[36]